# Paweł Lenarcik
Paweł Lenarcik (ur. 21 marca 1995 w Tomaszowie Mazowieckim) – polski piłkarz występujący na pozycji bramkarza w klubie Chrobry Głogów.

## Kariera klubowa
Lenarcik jako junior był zawodnikiem AP UKS Mazovii Tomaszów Mazowiecki oraz GKS-u Bełchatów. W pierwszym zespole GKS-u zadebiutował 12 sierpnia 2015 roku w wygranym 1:0 spotkaniu Pucharu Polski z Bytovią Bytów, natomiast debiut ligowy w I lidze miał miejsce 5 września 2015 roku w meczu z GKS-em Katowice przegranym 1:2.
15 grudnia 2020 roku Lenarcik podpisał kontrakt z Miedzią Legnica, z którą w sezonie 2021/2022 wywalczył awans do Ekstraklasy. 1 czerwca 2023 roku ogłoszono jego odejście z klubu.
19 czerwca 2023 roku Lenarcik związał się 2-letnim kontraktem z Arką Gdynia. 16 stycznia 2025 roku jego kontrakt z klubem został rozwiązany za porozumieniem stron. Tego samego dnia został ogłoszony zawodnikiem Chrobrego Głogów, z którym podpisał 1,5-roczny kontrakt.